# アンゴラ狂乱
アンゴラ狂乱（あんごらきょうらん）とは、1930年（昭和5年）から1931年（昭和6年）にかけて日本で起きたアンゴラウサギの投機的流行である。アンゴラ黄金時代（アンゴラおうごんじだい）とも呼ばれる。
アンゴラウサギは、アンゴラ兎毛と呼ばれる長い被毛を毛糸や毛織物の材料として利用することを目的に改良された毛用種のウサギであり、採毛を目的としたウサギの飼育を採毛養兎と呼ぶ。
第一次世界大戦後、イギリス、フランスをはじめとする欧米各国では羊毛に代わる動物繊維としてアンゴラ兎毛が注目され、兎毛を生産するための採毛養兎と、加工するための兎毛工業が発達した。
昭和初期、日本でもアンゴラ兎毛の利用に関心が高まり、海外輸出のほか、国内の兎毛工業発達によるアンゴラ兎毛の需要増加を見込んで、アンゴラウサギの価格が高騰した。
明治初期のウサギバブルに続く、ウサギによって起こされた経済現象である。

## 概要
1929年（昭和4年）10月16日発刊の雑誌、『主婦之友』11月号に掲載された記事「新副業純毛種アンゴラ兎の飼ひ方」が発端とされる。基となった記事は子安農園養兎部が執筆した実用的な飼育記事であり、採毛養兎は従来の肉用種、毛皮用種の養兎と比較して3 - 4倍の利益があることが書かれていた。しかし、婦人雑誌の記事としては面白みに欠ける内容だったため、雑誌記者によって人々の興味を掻き立てるように改作された結果、「簡単に儲かる」ことが強調された内容になっていた。
当時の日本は不況のどん底にあったため（昭和恐慌）、「簡単に儲かる」アンゴラウサギの需要が急増した。高価なアンゴラ兎毛を輸出し、安価な羊毛を輸入することは国益に適うという建前も流行を後押しした。

### 流行範囲
明治期のウサギバブルが東京、大阪の都市部周辺に限られていたのに対して、アンゴラ狂乱の影響は比較にならないほど拡大した。昭和5年春までに影響が大きかったのは東京、神奈川、静岡、愛知、大阪、兵庫、広島、福岡で、ほかにも農村の疲弊が激しかった東北地方、肉用、毛皮用種の養兎が盛んだった長野県を除けば、北は北海道、樺太、南は沖縄、台湾、さらに朝鮮、満州、青島まで影響を及ぼした。
子ウサギの販売を目的とした株式会社、名前だけの研究所、普及奨励会、商会、兎園、兎場などが次々と設立され、昭和5年秋ごろまでに出現した「アンゴラ屋」は、神戸から大阪にかけて170 - 180軒、名古屋を中心に120 - 130軒、東京に140 - 150軒、神奈川、岐阜、京都で30 - 40軒、静岡、三重、岡山、広島、福岡でも20軒以上あった。しかし、これらは広告を出したり、看板を掲げたりしていた業者の数であり、大多数は小規模な「潜り」の業者であったため際限がなかった。新聞、雑誌の広告欄もアンゴラウサギの広告が増えていった。阪神地方では新聞広告が多く、大阪朝日新聞、大阪毎日新聞のほか、神戸新聞や神戸又新日報などは一面をあげて種兎場案内を掲載した。対して、東京では雑誌広告が多かった。
広告欄に掲載された種兎場のキャッチコピーには以下のようなものがあった。
- 「種で売り、毛で奉仕」大江田中アンゴラ商会（神戸）
- 「副業の王座を占むるアンゴラ兎の飼育！農家は勿論一般家庭の大福音！！」帝国副業奨励会（神戸）
- 「国家的新産業！！堅実なる尖端的副業としてアンゴラ兎を奨励す」大江隈部アンゴラ商会（名古屋）
- 「富国増進、家庭副業」帝国アンゴラ株式会社（名古屋）
- 「確実有利、国産振興」天寿園（大阪）
- 「兎を殺さず、毛を刈って金になる」ローヤルアンゴラ採毛兎普及会（京都）
- 「産業立国の実現は副業としてアンゴラ兎飼養」ローヤルアンゴラ兎普及株式会社（東京）
- 「有利なる副業の開拓優美なる毛糸の権威」大日本アンゴラ株式会社（東京）

### 事態の推移
昭和4年ごろに日本でアンゴラウサギを飼育していたのは、子安農園のほか、志保井ローヤルアンゴラ兎研究所、大江田中アンゴラ商会、個人で少数飼育している者など限られていたため、数少ないアンゴラウサギをめぐって価格は高騰した。子ウサギは40 - 70円、親ウサギは200 - 300円が相場だった。子ウサギの40円でも米が6 - 7俵買える金額であり、親ウサギの200円は高額だったが、子どもが生まれればすぐに元が取れると考えて購入する者が多かった。
流行の拡大とともに繁殖も無計画に行われるようになり、国内のアンゴラウサギの質は低下していった。さらに「アンゴラ屋」の増加によって国内のアンゴラウサギだけでは需要が満たせなくなると、海外からの輸入も盛んに行われるようになった。最初はカナダに安いアンゴラウサギがいるという情報を聞きつけた業者によって、カナダ系アンゴラが輸入された。毎月、バンクーバーから横浜へ船が着くごとに、200 - 300匹のアンゴラウサギが運び出され、「外国産アンゴラ」と宣伝して販売された。カナダ系アンゴラが珍しくなくなると、日本ではイギリス系アンゴラ（ローヤルアンゴラ種）が有名だったため、イギリスから輸入されたアンゴラウサギが「英国直輸入ローヤルアンゴラ」と銘打って販売された。「外国産」も「英国直輸入」も珍しくなくなると、今度は「血統書」で差別化を図り、商品価値を高めようとした。また、日本でアンゴラウサギが高く売れるという噂は海外にも伝わり、カナダ、アメリカ、イギリス、フランス、ドイツの種兎場の中にはカタログや写真を送って売り込んでくる所もあった。
しかし、何れも時間の経過とともにウサギの質は落ちていった。最初は一等品とされるウサギが輸入されていたが、すぐにアンゴラウサギであれば何でもよいといった状態となり、海外では種兎として通用しない二等品、三等品のウサギが輸入され、高値で売られるようになった。この間の事情については、昭和6年7月22日付のバンクーバー領事の報告書「アンゴラ兎の値段及同毛需要状況」に詳細が記されている。血統書も当てにならなくなり、5円出せば横文字の血統書を何枚でも発行してくれる「親切な人」が横浜や神戸にいるという噂もあった。
悪質な「アンゴラ屋」も増えていき、長毛の雑種をアンゴラウサギと偽って売る者、国内で生まれたウサギを「外国産」と称して売る者、前述したように「血統書」を偽造する者も現れた。素人にウサギの良し悪しなどわかるはずもなく騙される者が多かった。特に名古屋では悪質な業者による被害が多く、業者の間では明治期に輸入されたアンゴラウサギの血を引く「ムク」と呼ばれていた毛の長いウサギの雑種を「ダンゴラ」、アンゴラウサギと他品種との雑種を「ハンゴラ」と呼び、それらがアンゴラウサギとして高値で売られた。
意図したことでは無かったとはいえ、結果的に流行の口火を切った形となった子安農園では早くからこの状況を危惧しており、昭和5年11月発行の家畜研究会機関誌「家畜」の巻頭に「アンゴラ養兎の投機視を戒む」という記事を掲載して過度な流行に一石を投じたが、これによって業者の間でひんしゅくを買うことになった。

### 農林省の対応
農林省でも各方面からの問い合わせが多くなり、昭和6年春、農林省副業課から各府県に対して一般に「アンゴラ達示」と呼ばれる通達が出された。内容は、アンゴラウサギの飼育方法、アンゴラ兎毛の加工・製品化について日本ではまだ研究段階であるとしたうえで、「アンゴラ兎の将来に関しては見込み確定せざるが、目下種兎高価なるを以て毛の収益のみにては到底収支償わず。産仔を種兎として販売すれば現在相当の利を得べきも之等は永続するものに非るのみならず、一般農家が行うは困難にあり。故に此の際かかる事業に零細なる資を投ずるは農家として危険なるを以て、アンゴラの飼育は時期尚早と認め、本省に於ては奨め得ず。」と結ばれていた。
以降、アンゴラ達示に呼応するように新聞各社もアンゴラウサギに関する否定的な記事を掲載するようになった。
- 「インチキ副業にご用心肝要」東京朝日新聞（4月23日）
- 「農家の副業にアンゴラ兎は駄目」新潟毎日新聞（5月20日）
- 「副業座談会」大阪朝日新聞（5月23日）
- 「副業に関する誇大広告に迷ふな」高知新聞（6月26日）
- 「アンゴラ兎は副業にならぬ」新愛知（7月29日）

官尊民卑の風潮が強い日本においてアンゴラ達示の影響は大きく、アンゴラウサギの価格は瞬く間に下落した。7月下旬に100円だったものが、8月5日に50円、8月10日に30円、8月下旬にはどれだけ値下げしても買い手がないという状況になった。アンゴラウサギの販売を目的とした株式会社や合資会社は次々と倒産し、個人経営の種兎場は破産するか、夜逃げするほかなくなった。
こうして昭和6年秋ごろ、アンゴラウサギの投機的な流行は終息した。

### アンゴラ狂乱以降
兎毛利用を目的としたアンゴラウサギの飼育が本格的に普及するのは、1932年（昭和7年）設立の東京アンゴラ兎毛株式会社によるアンゴラ兎毛の買上げと、1933年（昭和8年）の鐘紡による兎毛工業参入からである。そして、1934年（昭和9年）5月24日、農林省は各府県に「アンゴラ兎奨励に関する通牒」を通達。アンゴラ達示から3年を経て、アンゴラウサギの飼育は健全な産業と認められた。